# Assalin
Assalin ist ein Arrondissement im Departement Zou im westafrikanischen Staat Benin. Es ist eine Verwaltungseinheit, die der Gerichtsbarkeit der Kommune Za-Kpota untersteht.

## Demografie und Verwaltung
Gemäß der Volkszählung 2013 des beninischen Statistikamtes INSAE hatte das Arrondissement 11.172 Einwohner, davon waren 5033 männlich und 6139 weiblich.
Von den 69 Dörfern und Quartieren der Kommune Za-Kpota entfallen sechs auf Assalin:
1. Adjokan
2. Akadjamè
3. Assanlin
4. Kpolokoé
5. Sowékpa
6. Zounzonmè